# دوات
| N14 | G1 | X1 · O1 |

| N14 | G1 | X1 · O1 |

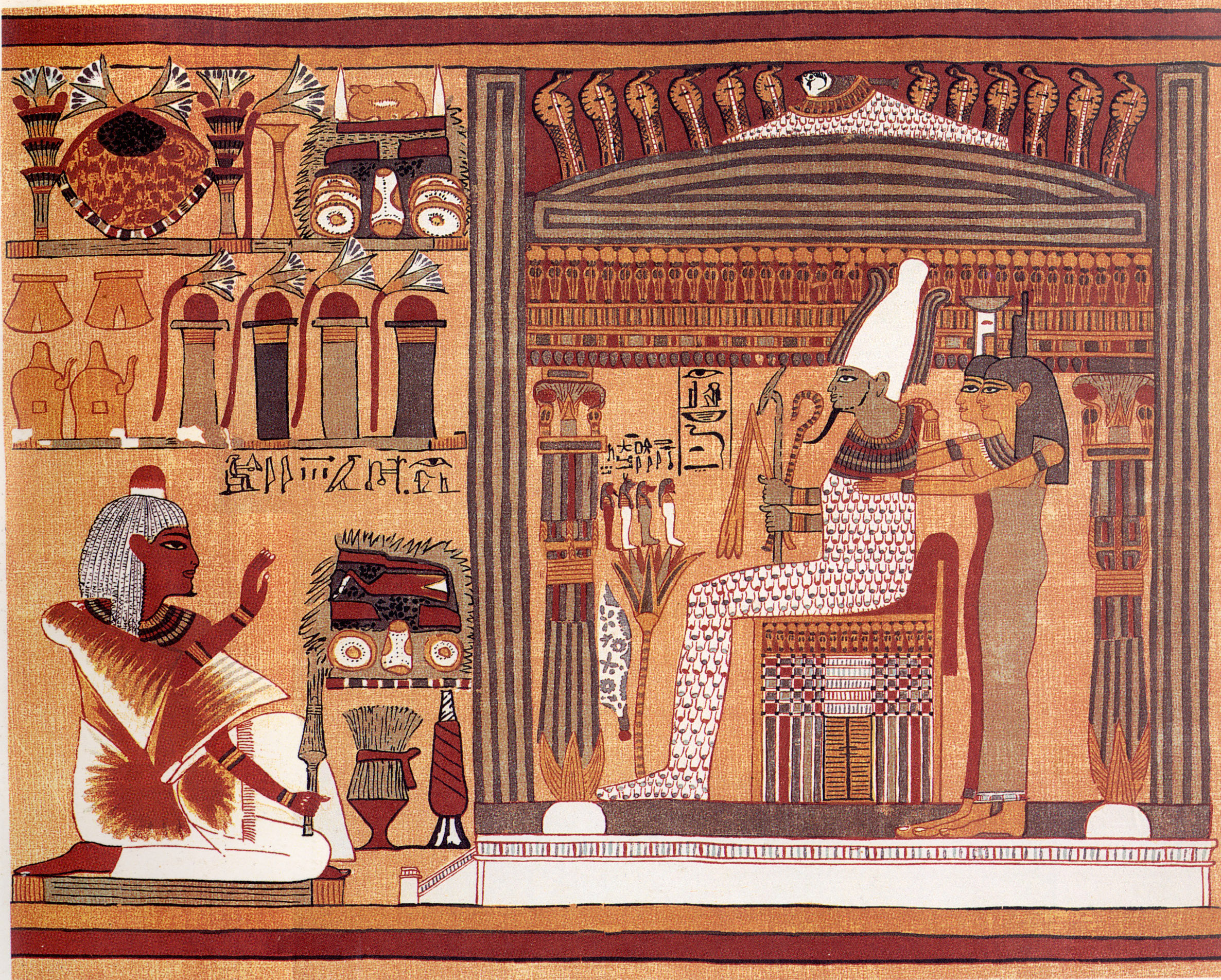
الإله المصري أوزيريس وهو يحاكم الموتى أثناء رحلتهم بالعالم السفلي.

دوات هو العالم الآخر في الأساطير المصرية القديمة، والبعض يرجح بأن العالم الآخر في السماء ولهذا يميز بالنجوم، وبعض الباحثين يرى عالم الموتى بالنسبة لقدماء المصريّين ممثل في العالم السفلي. كانت توجد في عالم دوات السفلي الأنهار والبحيرات والمستنقعات، ولذلك كثيراً ما صُوِّرت أرواح الموتى على أنَّها ترتحل خلاله على متن زوارق، حيث يتضّح ذلك جلياً بعادة دفن الزوارق الخشبية مع الملوك الموتى ليتمكَّنوا من ركوبها في رحلتهم إلى العالم السفلي. يحكم عالم دوات السفلي بحسب الأساطير المصرية إله الحياة الأخرى أوزيريس. يسافر إله الشمس رع كل ليلة عبر دوات خلال رحلته من الغرب إلى الشرق، حيث يقاتل أبو فيس ويسمح للشَّمس بالشروق على المصريين ليومٍ آخر. المصادر الأساسية حول هذا العالم التي تستقى منها المعلومات حول أساطيره هي الكتابات الجنائزية المصرية القديمة، مثل كتاب الموتى وكتاب الآخرة ونصوص التوابيت، ويعطي كل من هذه النصوص تصوراً مختلفاً عن طبيعة العالم والرحلة خلاله.

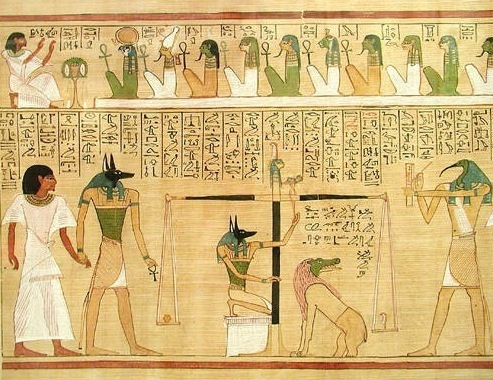
وزن قلوب العابرين إلى العالم الآخر كما يظهر في كتاب الموتى، ويظهر في المنتصف إله الموت أنوبيس (ذو رأس الابن آوى)، وإلى يمينه الوحش «عميمت» بانتظار تلقّي الأوامر، وعلى أقصى اليمين إله الحكمة تحوت يحدّد نتيجة الوزن.

بحسب ديانة قدماء المصريين كانت تتم محاكمة الموتي في يوم حساب حيث تفحص أعمالهم في الدنيا عما إذا كانت مطابقة للصفات الحميدة، الصدق والأمانة ومساعدة الفقير، وعدم السرقة وعدم الفتنة بعامل أمام مرؤوسيه، تلك الصفات هي صفات الإلهة ماعت رمز الحقيقة والعدالة النظام الكوني. بعد أن يمر الميت على الألهة فكان لا بد من أن يتعرف عليهم ويذكرهم أسما إسما. ثم يأخده أنوبيس إله الموت والتحنيط لكي يزن قلبه في ميزان ذو كفتين، يوضع قلبه (مركز الخلق والأعمال) في كفة وتوضع ريشة الحقيقة «ماعت» في الكفة الأخرى. فإذا كان قلبه أخف وزنا كان من الصالحين. ويكافأ بأن يلبس ملابسا بيضاء جميلة ويقتني ضيعة يتمتع فيها هو وزوجته بالحياة في العالم الآخر يأكلون من ثمارها. وأما إذا كان قلب الميت أثقل من ريشة الحقيقة، فهو كان في حياته سيئا وفاعلا للخطيئة، عندئذ يؤخذ قلبه ويلقى به للوحش "عميمت" ليتهمه وتكون هذه هي نهايته وفنائه إلى الأبد. يقوم إله الكتابة تحوت بكتابة نتيجة الوزن.
إن كانت قلوب الموتى المُحاكَمين أخفَّ من الريشة يكونون صالحين ويُسمَح لهم بالعبور إلى جنة آرو، وأما إن كانت قلوبهم أثقل - أي كانوا مثقلين بالذنوب والخطايا - فكان يلقى بقلوبهم إلى الوحش عميمت ليلتهمها، لتكون تلك ميتتهم الثانية، فيختفون تماماً من العالم وينتهي وجودهم، وتظلّ أرواحهم تتعذَّب إلى الأبد.

## اقرأ أيضا
- أمت
- أوزوريس
- ماعت
- تحوت